# Wachów
Wachów (deutsch Wachow, 1936–1945 Wallhof) ist eine Ortschaft in Oberschlesien. Sie liegt in der Stadt-und-Land-Gemeinde Olesno (Rosenberg O.S.) im Powiat Oleski in der Woiwodschaft Opole (Oppeln).

## Geographie

### Geographische Lage
Das Dorf Wachów liegt im nordöstlichen Teil Oberschlesiens im Rosenberger Land. Das Dorf Wachów liegt rund sechs Kilometer südwestlich der Kreisstadt Olesno und etwa 48 Kilometer nordöstlich der Woiwodschaftshauptstadt Opole.
Der Ort liegt in der Wyżyna Woźnicko-Wieluńska (Woischnik-Wieluń Hochland) innerhalb der Obniżenie Liswarty (Lisswarther Senke). Das Dorf ist umgeben von weitläufigen Waldgebieten.

### Ortsteil
Ortsteil von Wachów ist Korzonki (Rodland).

### Nachbarorte
Nachbarorte von Wachów sind im Nordosten Wachowice (Wachowitz) und im Südwesten Leśna (Leschna).

## Geschichte

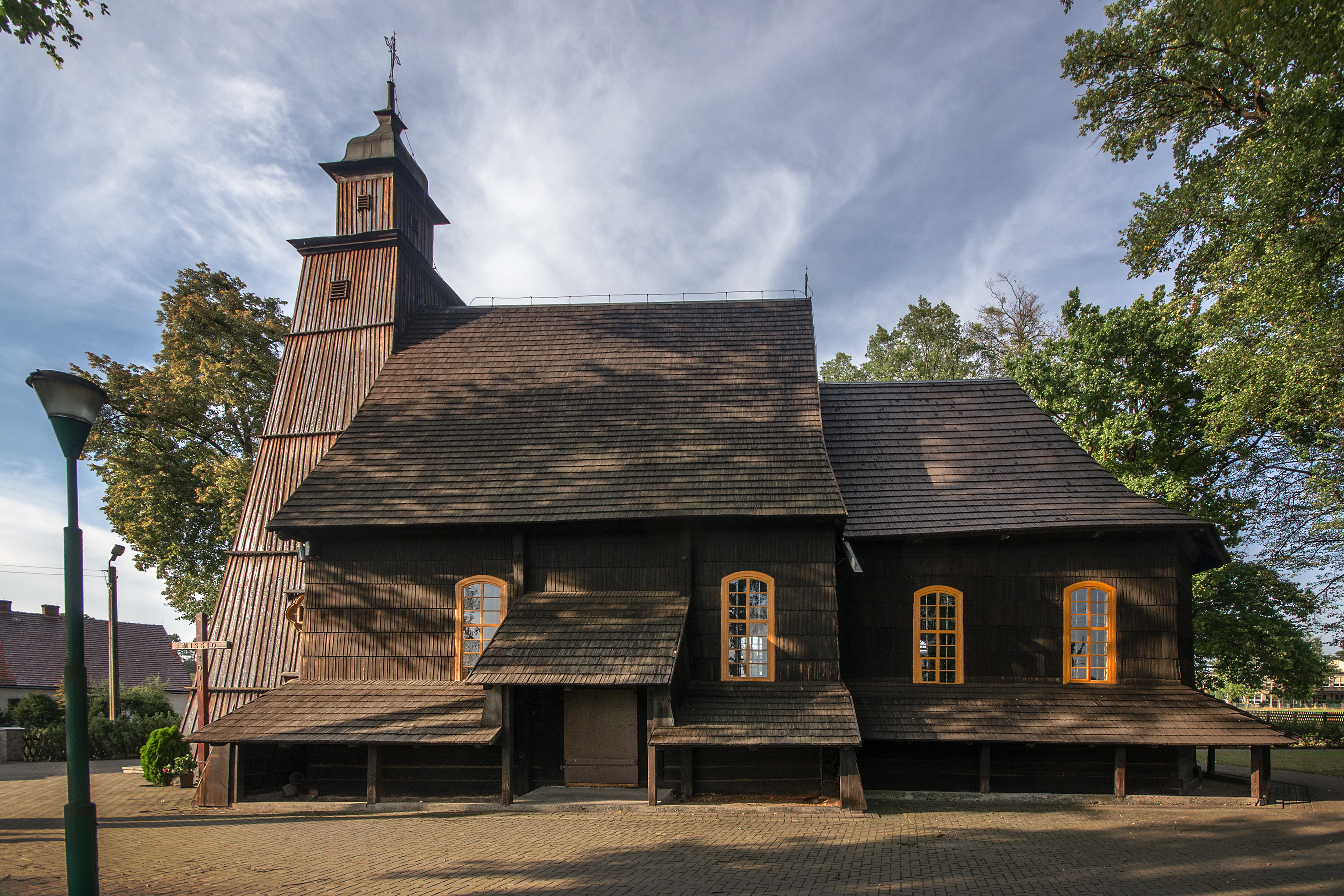
St.-Laurentius-Kirche

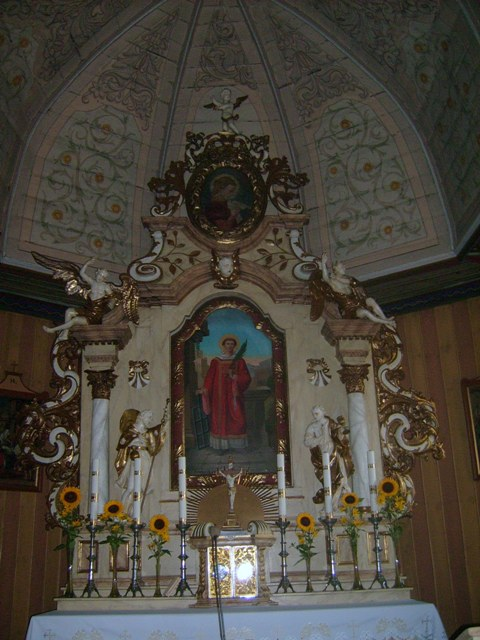
Hauptaltar der St.-Laurentius-Kirche

Der Ort wurde 1408 erstmals als Wachhof urkundlich erwähnt. 1534 erfolgte eine Erwähnung als Wachow. Der Ortsname leitet sich vom Gründer des Dorfes ab, das Dorf des Valentin.
Nach dem Ersten Schlesischen Krieg 1742 fiel Wachow mit dem größten Teil Schlesiens an Preußen. Der Ort wurde 1783 im Buch Beyträge zur Beschreibung von Schlesien als Wachow erwähnt, gehörte einem Graf von Prizzelwitz und lag im Kreis Rosenberg des Fürstentums Oppeln. Damals hatte er 156 Einwohner, ein Vorwerk, eine Schule, eine Mühle, 6 Bauern und 19 Gärtner.
Nach der Neuorganisation der Provinz Schlesien gehörte die Landgemeinde Wachow ab 1816 zum Landkreis Rosenberg O.S. im Regierungsbezirk Oppeln. 1845 bestanden im Dorf ein Schloss, eine Kirche, eine katholische Schule, eine Ziegelei, ein Kalkofen, ein Frischfeuer und 45 Häuser. Im gleichen Jahr lebten in Wachow 333 Menschen, davon fünf jüdisch. 1855 zählte das Dorf 348 Menschen. 1874 wurde der Amtsbezirk Zembowitz gegründet, welcher aus den Landgemeinden Frei Kadlub, Frei Pipa, Kneja, Leschna, Oschietzko, Pazolkau, Pruskau, Thurzy, Wachow und Zembowitz und den Gutsbezirken Kneja, Leschna, Pazolkau, Pruskau, Thurzy, Wachow und Zembowitz bestand. 1885 zählte Wachow 332 Einwohner.
Bei der Volksabstimmung in Oberschlesien am 20. März 1921 stimmten im Ort 72 Wahlberechtigte für einen Verbleib Oberschlesiens bei Deutschland und 154 für eine Zugehörigkeit zu Polen. Auf Gut Wachow stimmten 125 für Deutschland und 69 für Polen. Wachow verblieb nach der Teilung Oberschlesiens beim Deutschen Reich. 1925 zählte Wachow 381, sowie 1933 323 Einwohner. Am 27. April 1936 wurde der Ort im Zuge einer Welle von Ortsumbenennungen der NS-Zeit in Wallhof umbenannt. Am 1. April 1939 wurde Wallhof in die Landgemeinde Mühlendorf O.S. eingemeindet. Bis 1945 befand sich der Ort im Landkreis Rosenberg.
1945 kam der bis dahin deutsche Ort unter polnische Verwaltung und wurde anschließend der Woiwodschaft Schlesien angeschlossen und ins polnische Wachów umbenannt. 1950 kam der Ort zur Woiwodschaft Oppeln und 1975 zur Woiwodschaft Tschenstochau. 1999 kam der Ort zum wiedergegründeten Powiat Oleski und wieder zur Woiwodschaft Oppeln.

## Sehenswürdigkeiten
- Die römisch-katholische St.-Laurentius-Kirche ist eine Schrotholzkirche. Die Kirche wurde 1706 erbaut. Bereits für 1679 wurde an gleicher Stelle eine Kirche erwähnt. 1907, 1952 und 1980 wurde das Gebäude saniert. Die Kirche besitzt einen dreiseitig geschlossenen Chor, einen Westturm mit einem quadratischen Aufsatz und einem Haubendach sowie im Inneren ein Tonnengewölbe. Der Hauptaltar wurde im Régence-Stil errichtet.[10] Seit 1954 ist das Kirchengebäude denkmalgeschützt.[11]